# Museo della media valle del Liri
Il Museo della Media Valle del Liri è uno dei musei civici archeologici della provincia di Frosinone.
Il museo fu aperto il 20 aprile 2005. È stato istituito per raccogliere i reperti archeologici raccolti negli scavi di Sora e di altre località della Valle del Liri. È suddiviso in 4 sezioni:
- sezione dei culti pagani (resti di un tempio cittadino della fine del IV secolo a.C. con suppellettili, ex voto).
- sezione delle epigrafi e delle statue con reperti risalenti I secolo a.C., dati sulla centuriazione (castramentatio) e bonifica, ponti e viabilità, cariche sociali, monumenti funerari e statuaria.

Insieme al parco archeologico di Fregellae, al Museo archeologico di Fregellae di Ceprano ed il Museo della civiltà contadina e dell'ulivo di Pastena fa parte del Sistema museale della Valle del Liri.